# Замок Данбен-форт

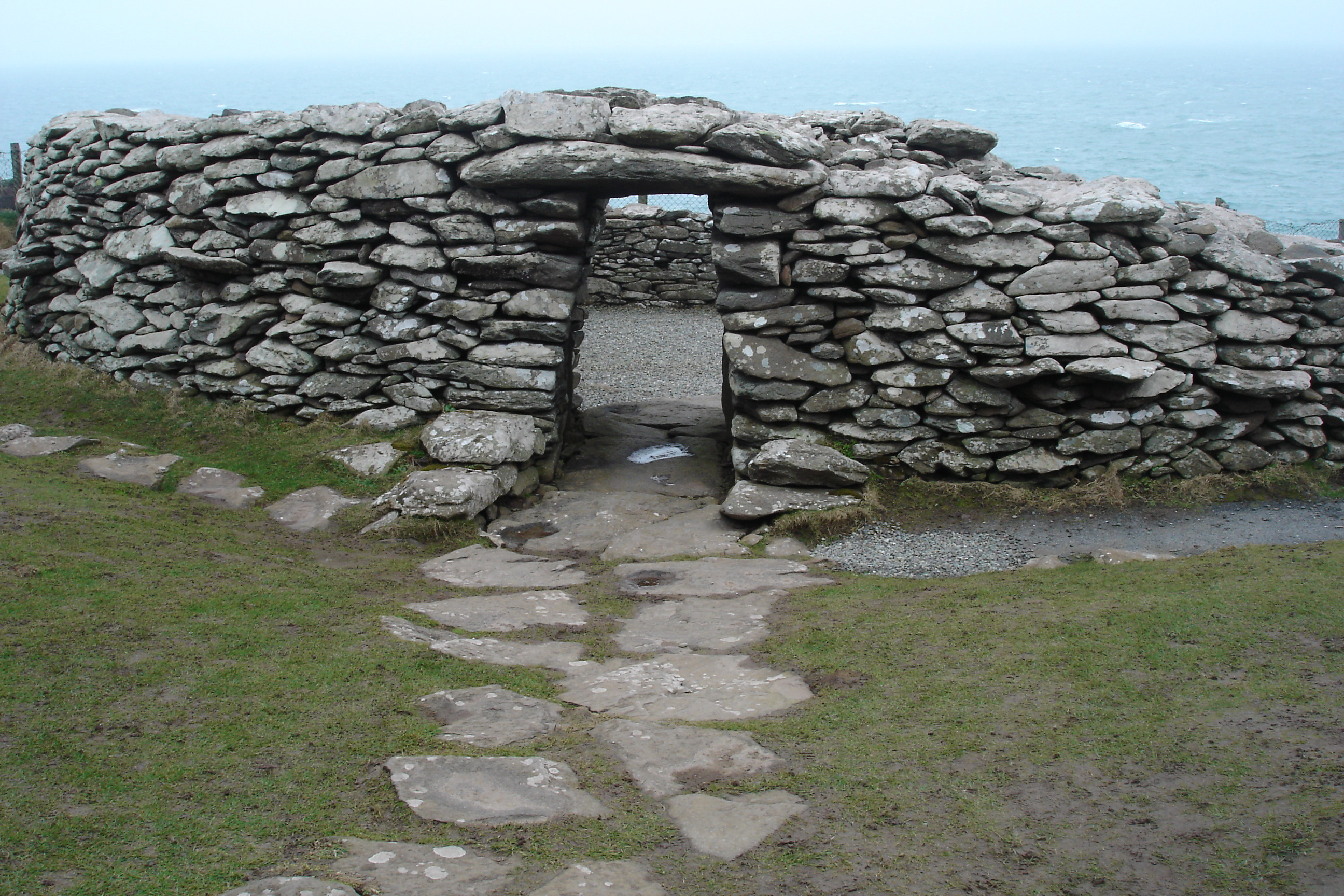
Фортеця Данбег-Форт

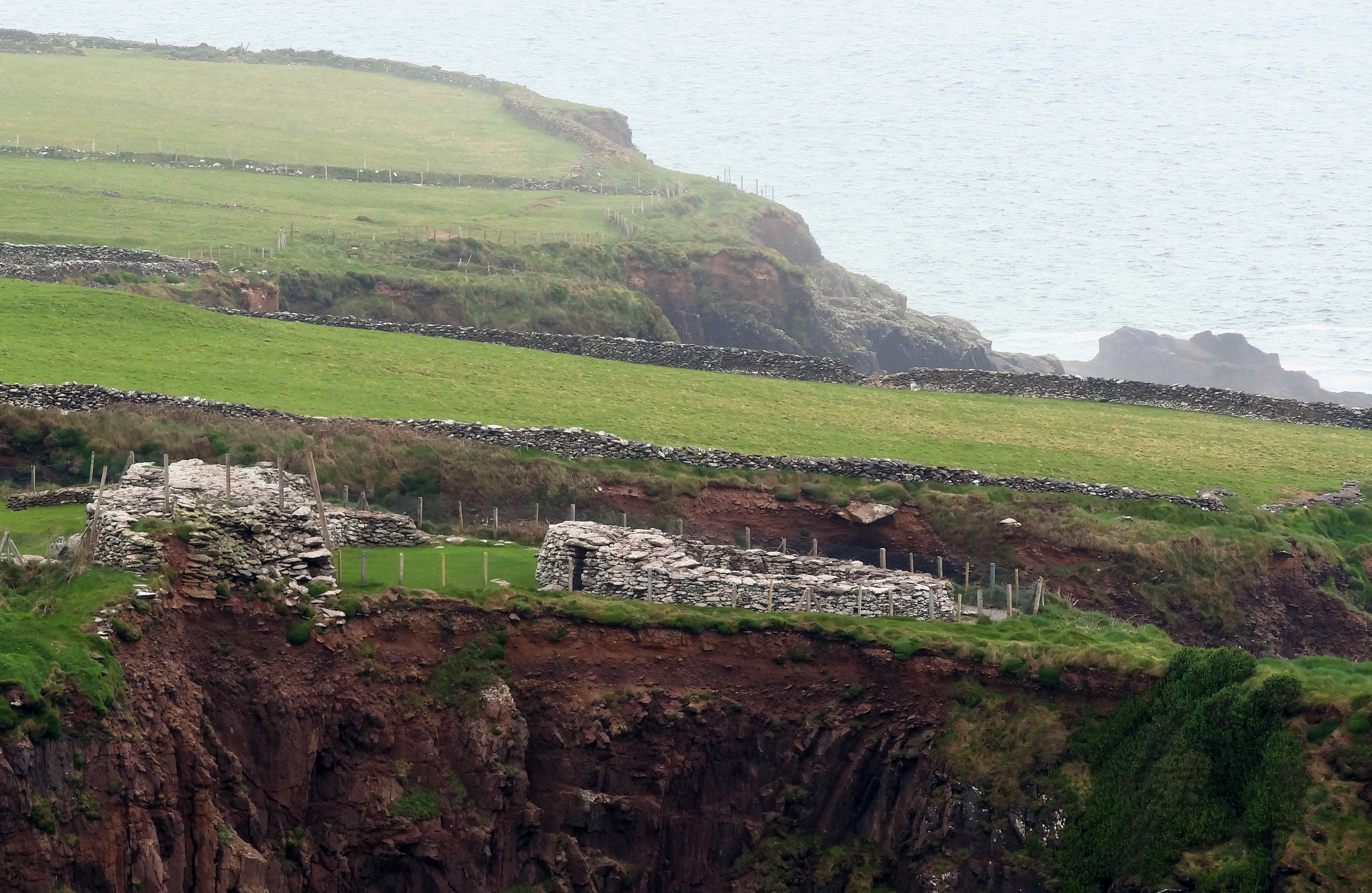
Залишки пам'ятки після руйнування берега морем.

Замок Данбег-Форт (англ. Dunbeg Fort, ірл. An Dún Beag) — Дунбег-форт, замок Дунбег, Дун Бег, Фортеця Втечі — давня фортеця, збудована ще в часи залізної доби, розташована біля селища Вентрі, графство Керрі, Ірландія. Нині це пам'ятка історії та архітектури Ірландії національного значення.

## Розташування
Фортеця Дунбег розташований на скелястому мису, що прямує на південь від гори Слі Хед на півострові Дінгл, біля затоки Дінгл, на березі Атлантичного океану. Скелі, що стояли тут в часи будівництва фортеці зруйнувалися, і більша частина фортеці обвалилася в море. Стіна фортеці відрізала доступ до трикутного мису, який пізніше був зайнятий однією великою будівлею, можливо населеною. Біля фортеці знаходиться група руїн, невеликі кам'яні споруди, судячи по всьому залишки житлових приміщень, які, можливо, були побудовані близько 1000 року до нової ери, тобто цим спорудам понад 3000 років.
Був створений центр відвідування цієї пам'ятки історії та археології, де є кімнати інформації, ремісництва, ресторація.
У січні 2014 року пам'ятка була закрита для відвідувачі, бо в результаті шторму частина пам'ятки разом з частиною берега була змита в море.

## Структура пам'ятки
Георг Віктор Дю Ноер описав цю пам'ятку в 1858 році. Фортеця відділяла частину суходолу кам'яним муром — залишки стіни сухої кладки від 15 до 25 футів (від 4,6 до 7,6 м) шириною і близько 200 футів (61 м) довжиною від одного кінця до іншого. Прохід поблизу середини веде через стіну, яка була висотою 3,5 футів (1,1 м), шириною 2 футів (0,61 м) на вершині та шириною 3 фути (0,91 м) в основі. Перешийок довжиною 7 футів (2,1 м). Прохід розширюється до 8 футів (2,4 м) всередині форту з арочними стелями.
Перед оборонною стіною розташовані чотири паралельних рови, розділені трьома глиняними і гравійними курганами. Проїзд веде через цю оборону до входу в форт. Здається, що спочатку шлях пролягав через кам'яний прохід з дахом, проходив через кожен курган. Можливо, спочатку споруджувались земельні насипи, потім приносилась гірська порода, щоб посилити захисні споруди. Сама стіна була спочатку товстою від 8 до 11 футів (від 2,4 до 3,4 м), а з пізніше збудована на висоті до 6 футів (6,7 м) біля входу.
Праворуч від входу є прямокутна кімната, вбудована в стіну. Кімната розміром приблизно 10 на 6 футів (3,0 на 1,8 м), який можна ввести з проходу за допомогою низького квадратного отвору. Зліва від проходу є інша, аналогічна кімната, доступна з форту через низький прохід. Стіна містить довгі, вузькі проходи з обох боків, які були покриті зверху. Судячи по всьому, вони були недоступними, тому їх призначення невідоме.
Всередині форту Дю Ноер знайшов сліди кількох кам'яних будинків сухої кладки. Уздовж скелі були стіни, які були довжиною близько 90 футів (27 м) над рівнем моря. Дві паралельні стіни пролягали від форту до схилів гори Ігл, розділяючи землю навколо поселення Фахан із суші на схід.

## Археологія
Дата створення фортеці Дунбег дуже невизначена, хоча її структура нагадує інші західні кам'яні форти. Дунбег можливо побудований приблизно в той самий час, що й фортеці залізної доби у Шотландії, наприклад, Форт Кроскірк в Кейтнессі та Форт Клікімін, Форт Несс Бургі і Форт Х'юкстер у Шотландії. Зразки деревини, знайдені в канаві, лежачі частково під кам'яною стіною, датуються приблизно 580 р. до н. е. Ще один шматок деревини в депозиті, що був в основі стіни підпірки, датується приблизно до 800 р. н. е., що свідчить про те, що стіна була побудована до цієї дати. У межах форту, що був побудований в 10 столітті н .е., немає слідів жител, крім будинків сухої кладки.